# Carnival Ride
«Carnival Ride» (англ. Карнавальна поїздка) — другий студійний альбом американської кантрі-співачки Керрі Андервуд. У США вийшов 23 жовтня 2007 через лейбл Arista Nashville. В цьому альбомі Андервуд була більше залучена в процес створення пісень; вона співпрацювала із знаменитостями Нашвілльської Аудиторії Римана — Гілларі Ліндсі, Крейгом Вайзманом, Ріверсом Рутерфордом та Горді Сампсоном. Як і її дебютний альбом, «Carnival Ride» спродюсував музичний продюсер Марк Брайт.
Платівка дебютувала на перше місце американського чарту Billboard 200, продаючи понад 527,000 копій за перший тиждень, що також зробило Андервуд одною із найуспішніших по продажам за перший тиждень від випуску альбому жіночих виконавець в історії музики. Цей альбом став першим для співачки, який дебютував на перше місце основного американського альбомного чарту та другим, який дебютував на перше місце чарту Top Country Albums. Платівка отримала 4 платинових сертифікацій від компанії RIAA та одну від канадської Music Canada, продаючи понад 3,4 мільйони копій по США та 4 мільйони копій в усьому світі.
Від альбому вийшло п'ять синглів: пісні «So Small», «All-American Girl», «Last Name», «Just a Dream» та «I Told You So». Перші чотири з них досягли першого місця чарту Billboard Hot Country Songs, роблячи Андервуд першою жінкою в кантрі-музиці після Шанайї Твейн в 1995—1996, яка випустила чотири сингли із однієї платівки, котрі потрапили на топові місця чарту кантрі-пісень. Всі сингли альбому досягли топу-30 чарту Billboard Hot 100, разом із піснею «I Told You So», котра досягла 9 місця та піснями «So Small» та «Last Name», котрі досягли топ-20.
Альбом та сингли були широко схвалені музичними критиками. Андервуд виграла дві нагороди Греммі: одну в номінації Best Female Country Vocal Performance за пісню «Last Name» на церемонії нагородження 2009-го, другу — у номінації Best Country Collaboration with Vocals за пісню «I Told You So» на церемонії нагородження 2010-го року. В 2008 альбом «Carnival Ride» був номінований у категорії Album of the Year на церемонії нагородження Country Music Association Awards, а в 2009 в цій же категорії на Academy of Country Music Awards; в 2008 альбом виграв у номінації Favorite Country Album на American Music Award.

## Створення альбому
В одному із інтерв'ю Керрі Андервуд пояснила назву та тематику альбому, кажучи:
|  | Ви починаєте поїздку, яка називається життям, і вона божевільна, ви нічого про неї не знаєте, але хоч-не-хоч починаєте її. Ви робите все, що можете, щоб отримати якісь поради чи допомогу, ви змушуєте її йти так, як вам зручніше, але це трапляється не завжди — ваша поїздка продовжується, а ви не можете її зупинити. Саме тому ці слова [Carnival Ride] підходять для назви альбому: вони описують ті чудесні божевілля, через які я пройшла за останні декілька років. |

Дві із пісень, які входять в альбому були попередньо записані іншими виконавцями: пісня «Flat on the Floor» первинно була записана співачкою Катріною Елам для її скасованого альбому «Turn Me Up» в 2007 — її сингл посів 52 місце чарту Billboard Hot Country Songs; сингл Андервуд «I Told You So» є кавер-версією пісні кантрі-співака Ренді Тревіса із його альбому 1988 «Always & Forever», котрий посів перше місце альбомного чарту США. Версія Тревіса стала хітом на чартах кантрі-пісень в 1988. Андервуд випустила пісню «I Told You So» у дуеті із Тревісом для iTunes, а також виконала її у дуеті із ним вживу на одному із шоу 8-го сезону American Idol. Пізніше дуетне виконання виграло Греммі у номінації Best Country Collaboration with Vocals на 52-ій церемонії нагородження в 2010.
Альбом «Carnival Ride» продюсував музичний продюсер Марк Брайт, який попередньо працював із Андервуд над її дебютним альбомом. З «Carnival Ride» Андервуд була більше залучена у створення пісень, ніж із її попереднім альбомом. Співачка є співавтором пісень «All-American Girl», «So Small», «Crazy Dreams» та «Last Name». Задля платівки Андервуд співпрацювала із знаменитостями Нашвілльської Аудиторії Римана — Хіларі Ліндсі, Крейгом Вайзманом, Ріверсом Рутерфордом та Горді Сампсоном. Хіларі Ліндсі, яка є співавтором успішним синглів із дебютного альбому «Some Hearts» — «Jesus, Take the Wheel» та «Wasted», брала участь у створені пісень «So Small», «Just a Dream», «Get Out of This Town», «Last Name», «Twisted» та «Wheel of the World». Пісня «Sometimes You Leave», яка є бонусним треком видання від MusicPass, була створена відомим автором пісень Карою ДіоГуарді разом із Крісом Томпкінсоном та Шридхар Соланкі.

## Сингли
Перший сингл платівки «So Small» вийшов у середині вересня 2007, за два місяці до офіційного релізу альбому «Carnival Ride». Сингл дебютував на 20 місце американського чарту Billboard Hot Country Songs, що стало найвищим місцем-дебютом пісні сольної жіночої кантрі-виконавці за 43 років історії Nielsen BDS. Врешті-решт сингл досяг першого місця чарту та пробув на верхівці 3 послідовні тижні. Коли з часом сингл досяг 17 місця основного американського синглового чарту, пісня стала п'ятим синглом Андервуд, який потрапив у топ-20 чарту Billboard Hot 100. Продажі пісні становлять понад 1,088,000 цифрових завантажень. «So Small» має платинову сертифікацію від RIAA.
Другий сингл альбому «All-American Girl» вийшов у грудні 2007. Ставши ще одним хітом співачки, сингл досяг 1 місця чарту Billboard Hot Country Songs, де пробув 2 послідовні тижні, та 1 місця канадського чарту Canadian Country Charts, де пробув 5 послідовні тижні. Пісня змогла пробитися у топ-30 чарту Billboard Hot 100, зайнявши за час свого чартування пікову позицію 27 номера; це стало шостим випадком Андервуд, коли її сингл досяг топу-30 цього чарту. Станом на 2015 продажі пісні «All-American Girl» становили 1,800,000 копій по США. Пісня здобула дві платинові сертифікації від RIAA.
Третій сингл «Last Name» став першим по швидкості досягнення 1 місця чарту Hot Country Songs у кар'єрі Андервуд: це сталося у квітні 2008, через 13 тижнів після офіційного релізу. На першому місці сингл протримався один тиждень. Пісня досягла 19 місця на Billboard Hot 100, що дало Андервуд наявність шести синглів у топі-20. Завдяки синглу Андервуд виграла нагороду Греммі у номінації Best Female Country Vocal Performance. Станом на листопад 2015 продажі пісні становили 1,300,000 копій, а сингл має одну платинову сертифікацію від RIAA.
Четвертий сингл «Just a Dream» досянув першого місця кантрі-чарту на тижні від 8 листопада 2008 та протримався там 2 послідовні тижні. Це зробило Андервуд першою жінкою в кантрі-музиці після Шанайї Твейн в 1995—1996 із її альбомом «The Woman in Me», яка випустила чотири сингли із однієї платівки, котрі потрапили на топові місця чарту кантрі-пісень. Пісня стала сьомим синглом співачки, який досяг першого місця чарту Billboard Hot Country Songs. «Just a Dream» також досяг 29 місця чарту Billboard Hot 100, стаючи десятим синглом Андервуд, котрий досяг топ-30. Наприкінці тижня від 4 вересня 2011 пісня отримала платинову сертифікацію від RIAA, що стало сьомим платиновим хітом співачки. Станом на листопад 2015 продажі становили 1,280,000 копій.
П'ятий і фінальний сингл «I Told You So» вийшов 2 лютого 2009. Пісня досягла 9 місця чарту Billboard Hot 100 і стала четвертим синглом Андервуд, який пробився у топ-10 цього чарту. На тижні від 10 квітня 2009 сингл досяг 1 місця канадського чарту Canadian Country Charts та протримався там 1 тиждень. «I Told You So» досяг 2 місця американського кантрі-чарту; композиція стала другим синглом Андервуд після «Don't Forget To Remember Me», який не досягнув верхівки цього чарту. Андервуд записала версію пісні у дуеті із її первинним виконавцем — Ренді Тревісом; ця композиція виграла нагороду Греммі у номінації Best Country Collaboration with Vocals. Станом на листопад 2015 продажі становили 1,089,000. В січні 2013 пісня отримала платинову сертифікацію від RIAA.

## Список композицій
| Carnival Ride – Стандартне видання | Carnival Ride – Стандартне видання | Carnival Ride – Стандартне видання        | Carnival Ride – Стандартне видання |
| #                                  | Назва                              | Автор                                     | Тривалість                         |
| ---------------------------------- | ---------------------------------- | ----------------------------------------- | ---------------------------------- |
| 1.                                 | «Flat on the Floor»                | Ashley Monroe Brett James                 | 3:18                               |
| 2.                                 | «All-American Girl»                | Керрі Андервуд Ешлі Горлі Kelley Lovelace | 3:32                               |
| 3.                                 | «So Small»                         | Андервуд Luke Laird Гілларі Ліндсі        | 3:47                               |
| 4.                                 | «Just a Dream»                     | Г. Ліндсі Gordie Sampson Steve McEwan     | 4:44                               |
| 5.                                 | «Get Out of This Town»             | Г. Ліндсі Sampson McEwan                  | 3:01                               |
| 6.                                 | «Crazy Dreams»                     | Андервуд George Barry Dean Troy Verges    | 3:36                               |
| 7.                                 | «I Know You Won't»                 | Wendell Mobley Neil Thrasher McEwan       | 4:19                               |
| 8.                                 | «Last Name»                        | Андервуд Laird Г. Ліндсі                  | 4:01                               |
| 9.                                 | «You Won't Find This»              | Cathy Dennis Tom Shapiro                  | 3:19                               |
| 10.                                | «I Told You So»                    | Ренді Тревіс                              | 4:17                               |
| 11.                                | «The More Boys I Meet»             | Scott Kennedy McEwan                      | 3:33                               |
| 12.                                | «Twisted»                          | James Laird Г. Ліндсі                     | 3:56                               |
| 13.                                | «Wheel of the World»               | Г. Ліндсі Aimee Mayo Chris Lindsey        | 4:42                               |
| 50:06                              |                                    |                                           |                                    |

| Carnival Ride – Бонусні треки MusicPass | Carnival Ride – Бонусні треки MusicPass | Carnival Ride – Бонусні треки MusicPass        | Carnival Ride – Бонусні треки MusicPass |
| #                                       | Назва                                   | Автор                                          | Тривалість                              |
| --------------------------------------- | --------------------------------------- | ---------------------------------------------- | --------------------------------------- |
| 14.                                     | «Sometimes You Leave»                   | Chris Tompkins Кара ДіоГуарді Shridhar Solanki | 4:16                                    |
| 15.                                     | «So Small» (video only)                 |                                                |                                         |
| 16.                                     | «Before He Cheats» (video only)         |                                                |                                         |

| Carnival Ride – Бонусний DVD спеціального видання Target | Carnival Ride – Бонусний DVD спеціального видання Target | Carnival Ride – Бонусний DVD спеціального видання Target |
| #                                                        | Назва                                                    | Тривалість                                               |
| -------------------------------------------------------- | -------------------------------------------------------- | -------------------------------------------------------- |
| 1.                                                       | «So Small» (Live Recording Session)                      |                                                          |
| 2.                                                       | «Interview I»                                            |                                                          |
| 3.                                                       | «Get Out of This Town» (Live Recording Session)          |                                                          |
| 4.                                                       | «Interview II»                                           |                                                          |
| 5.                                                       | «Just a Dream» (Live Recording Session)                  |                                                          |
| 6.                                                       | «Interview III»                                          |                                                          |
| 7.                                                       | «The More Boys I Meet» (Live Recording Session)          |                                                          |
| 8.                                                       | «Interview IV»                                           |                                                          |

| Carnival Ride – Бонусний диск святкового видання Wal-Mart | Carnival Ride – Бонусний диск святкового видання Wal-Mart | Carnival Ride – Бонусний диск святкового видання Wal-Mart | Carnival Ride – Бонусний диск святкового видання Wal-Mart |
| #                                                         | Назва                                                     | Автор                                                     | Тривалість                                                |
| --------------------------------------------------------- | --------------------------------------------------------- | --------------------------------------------------------- | --------------------------------------------------------- |
| 1.                                                        | «Hark! The Herald Angels Sing»                            | Charles Wesley                                            | 3:40                                                      |
| 2.                                                        | «The First Noel»                                          |                                                           | 4:28                                                      |
| 3.                                                        | «What Child is This?»                                     | William Chatterton Dix                                    | 3:25                                                      |
| 4.                                                        | «Do You Hear What I Hear»                                 | Gloria Shayne Baker, Noël Regney                          | 4:11                                                      |
| 5.                                                        | «O Holy Night»                                            | Adolphe Adam                                              | 3:58                                                      |

## Маркетинг та кампанія просування

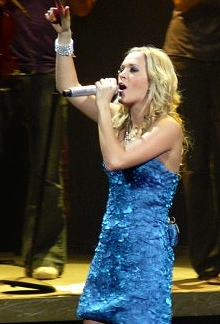
Керрі Андервуд в Техасі під час турне Carnival Ride Tour

Із 31 січня 2008 розпочалося міні-турне Love, Pain and the Whole Crazy Carnival Ride Tour, яке Андервуд провела в парі із кантрі-виконавцем Кітом Урбаном; турне покрило 24 міста США, включаючи Нью-Йорк, Балтимор, Вічита, Денвер та Анагайм. Щодо турне Андервуд прокоментувала: «Я не можу придумати кращу людину, з якою можна було б розпочати 2008 рік, ніж Кіт. Він чудовий естрадний артист та шанований музикант, співак і автор пісень.»
У 2008 Андервуд провела турне Carnival Ride Tour. Воно почалося 18 лютого і закінчилося 14 грудня 2008. З початку турне Андервуд провела 137 концерти: 98 із них в США та решту в Канаді. По підрахункам це турне відвідало близько 1,2 мільйони людей. У список композицій, виконаних на концертах входили як пісні із альбому «Carnival Ride», так і пісні з попереднього альбому «Some Hearts». Із початку турне до кінця травня на концертах для розігріву виступав кантрі-виконавець Джош Тернер; у червні на розігрів виступав Джейсон Майкл Керрол, а із вересня по грудень перед Андервуд для розігріву виступав кантрі-гурт Little Big Town.
У 2008 Андервуд виконала пісню «Just a Dream» на сцені церемонії нагородження Country Music Association Awards. У 2009 вона виконала пісню «I Told You So» на сцені церемонії нагородження Academy of Country Music Awards.
У підтримку альбому співачка виконувала пісні із платівки на безліч телешоу: The Ellen DeGeneres Show, The Oprah Winfrey Show, Saturday Night Live, Live With Regis and Kelly, The Early Show, American Idol, Good Morning America, Dick Clark's New Year's Rockin' Eve, The View, та на Grand Ole Opry.
Обмежене видання CD/DVD «Carnival Ride» вийшло ексклюзивно для магазинів Target. DVD містить чотири живі акустичні виконання та інтерв'ю із Андервуд.
15 січня 2008 вийшло платинове видання для MusicPass. Це видання містить два попередньо не видані треки та два музичні відео.
21 жовтня 2008 вийшов 2-дисковий набір для Wal-Mart. Другий CD містить п'ять різдвяних пісень, які стали доступними для радіо-завантажень після 29 вересня 2008. Композиція «Do You Hear What I Hear» була попередньо видана у альбомі-збірці «Hear Something Country Christmas» в 2007.

## Рецензії
Альбом «Carnival Ride» в більшості був позитивно прийнятий музичними критиками. На агрегаторі Metacritic платівка набрала 72 із 100 балів, базуючись на 10 рецензіях, які в цілому були позитивними.
Перша офіційна рецензія альбому від AllMusic оцінила платівку у 4 із 5 зірок, що стало такою ж оцінкою як і для дебютного альбому співачки. Сайт категоризував альбом як «повністю сучасне кантрі», і сказав, що «визначна особливість „Carnival Ride“ полягає у тому, що його пісні значно сильні, ніж ті, що були у „Some Hearts“.» Сайт хвалив альбом за «наявність щирого серця; щось, чого не мав жодний популярний кантрі-поп альбом із часів „Come On Over“.» USA Today також хвалив альбом за його різносторонність, кажучи, що «пісні закликають до вразливості („You Won't Find This“), нагальності („Flat on the Floor“), співчуття („Crazy Dreams“, її співавторський салют до „аматорів-співаків із гребінцями для волосся в руках та гаражних початківців-барабанщиків“, із кіл яких вона [Андервуд] вистрибнула), гумору („The More Boys I Meet“, після слів яких слідує фраза „тим більше я люблю свого собаку“) та екстремальних рольових ігор (сага „Last Name“, котра починається із невинного флірту із чоловіком у барі та закінчується імпульсивним одруженням у Лас-Вегасі). Андервуд надає пісні по всім смакам.» Газета Boston Herald дала альбому оцінку у «B», кажучи, що «Андервуд тримається на достатній кількості зухвалості, аби нехтувати типовими пісенним тематиками-шаблонами, особливо із музичною зустріччю ударників із банджо в пісні „Get Out of This Town“, і добросовісністю історії молодої вдови військового у пісні „Just a Dream“.»
Нік Левайн із Digital Spy назвав Андервуд «скромною та привабливою» і порівняв силу її голосу із переможницею першого сезону American Idol Келлі Кларксон, яка визначалася сильним вокалом. Критик дав альбому 3 із 5 балів, кажучи, що «„Carnival Ride“ звучить дещо більше „кантрі“, але все ж не псує формулу „Some Hearts“. По-правді другий альбом Андервуд не має стільки високих приспівів, як її дебютна робота, але там [Carnival Ride] присутня велика кількість веселощів, особливо у пісні „Last Name“ та „The More Boys I Meet“.» Лея Грінблат із Entertainment Weekly дала альбому «B+», позитивно приймаючи платівку і кажучи: «„Carnival Ride“ бездоганно покриває всі базиси, починаючи від сильної „пробивної“ вступної пісні „Flat on the Floor“ і закінчуючи пишною гарячою баладою „I Know You Won't“ та вже масовим хітом „So Small“.» Роб Шеффілд із Rolling Stone дав альбому 3,5 із 5 балів, кажучи, що співачка використала більше кантрі-стилю в цій платівці, ніж в своєму дебюті, що стало значно природніше для неї.
Джонатан Кіф із Slant Magazine був не зовсім задоволений альбомом, оцінивши його у 2 із 5 балів. Критик сказав, що «технічний дар Андервуд очевидний, але це нічого не коштує поряд із її носовим вимовлянням та зависоким і тонким тоном, коли вона намагається змусити себе взяти верхні ноти, що особливо видно у „I Told You So“ та „Flat on the Floor“.» Також критик додав, що через те, що Андервуд не має достатніх вокальних навичок для професійного кантрі-виконання, її пісні все рівно звучать у поп-стилі або ж у напрямку сучасної музики для дорослих, прирівнюючи пісні «You Won't Find This» та «Twisted» до «Stand Back» Стіві Нікс, і баладу «I Know You Won't» до ранніх пісень Селін Діон у 1990-х.

## Номінації та нагороди
У 2008 альбом «Carnival Ride» виграв у номінації Favorite Country Album на 2008 American Music Awards та був номінований у категорії Album of the Year на Country Music Association. В 2009 цю ж номінацію альбом отримав на церемонії нагороджень Academy of Country Music Awards.
Турне Carnival Ride Tour виграло у категорії Entertainer of The Year на 2009 Academy of Country Music Awards, що зробило Андервуд сьомою жінкою у світі, яка перемогла у цій номінації. У 2008 та в 2009 Андервуд виграла у номінації Top Female Vocalist на Academy of Country Music Awards, а в 2008 була номінована на цю ж категорію на церемонії нагородження CMA Awards.
| Нагорода                                  | Категорія              | Результат |
| ----------------------------------------- | ---------------------- | --------- |
| 2008 American Music Awards                | Favorite Country Album | Перемога  |
| 2008 Country Music Association Awards     | Album of the Year      | Номінація |
| 2009 44th Academy of Country Music Awards | Album of the Year      | Номінація |
| 2009 Teen Choice Awards                   | Choice Female Album    | Номінація |

## Продажі
За перший тиждень від релізу було продано 527,000 копій. За другий тиждень продажі становили дещо менше, ніж 190,000 копій. Через півтора місяця опісля офіційного виходу альбом одночасно отримав золоту, платинову та подвійноплатинову сертифікацію від RIAA. У жовтні 2016 альбом отримав свою четверту платинову сертифікацію від RIAA, коли його продажі перевалили 3,400,000 копій по США, а продажі по світу становили 4 мільйони копій.

### Сертифікації
| Країна        | Сертифікація (таблиця продажів та сертифікатів) | Продажі    |
| ------------- | ----------------------------------------------- | ---------- |
| Канада (CRIA) | Платина                                         | +100,000   |
| США (RIAA)    | 4× Платина                                      | +3,400,000 |

| Дата           | Сертифікація (таблиця продажів та сертифікатів) |
| -------------- | ----------------------------------------------- |
| 13 грудня 2007 | Золото                                          |
| 13 грудня 2007 | Платина                                         |
| 13 грудня 2007 | 2× Платина                                      |
| 12 січня 2010  | 3× Платина                                      |
| 24 жовтня 2016 | 4× Платина                                      |

## Чарти
Платівка дебютувала на перше місце американського чарту Billboard 200, продаючи понад 500,000 копій за перший тиждень від релізу. Це зробило Андервуд одною із найуспішніших по продажам за перший тиждень від випуску альбому жіночих виконавець в історії музики. Альбом дебютував на перше місце американських чартів Top Digital Albums та Top Country Albums, і канадського чарту Top Canadian Albums. У 2009 на річному чарті Billboard Year-End Chart альбом посів 74 місці за даними по продажах того року.
У Британії альбом досяг 2 місця британського кантрі-чарту, а в Австралії — 9 місця.
| Чарт (2007)                     | Місце |
| ------------------------------- | ----- |
| Australian Country Albums Chart | 9     |
| Canadian Albums Chart           | 1     |
| Canadian Country Albums Chart   | 1     |
| UK Country Albums               | 2     |
| US Billboard 200                | 1     |
| US Top Country Albums           | 1     |

## Учасники запису
| Музиканти - Том Буковак – електрогітара - Мет Чамберлейн – барабани - Ліса Кокран – задній вокал - Ерік Даркен – ударні - Пол Франклін – сталева гітара - Карл Городетські – контрактор оркестру - Обрі Хайні – скрипка, мандоліна - Вес Хайтаувер – задній вокал - Джек Джеззро – бас-гітара - Майк Джонсон – сталева гітара - Чарлі Джадж – орган, синтезатор, сталева гітара, програмування - Хіларі Ліндсі – задній вокал - Кріс МакХ'ю – барабани - Крейг Нельсон – бас-гітара - Джиммі Ніколс – синтезатор, піаніно - Горді Сампсон – акустична гітара, мандоліна, піаніно - Джиммі Лі Слоас – бас-гітара - Ілья Тошінскі – акустична гітара, банджо - Керрі Андервуд – провідний вокал, задній вокал - Джонатан Юдкін – скрипка, мандоліна, альт, віолончель, акустична бас-гітара, композиції оркестру, менеджмент оркестру | Техперсонал - Кріс Ашберн – асистент - Дерек Бейсон – інженерія, міксинг - Рене Бел – A&R - Джуді Блер – liner notes, креативний продюсер - Марк Брайт – продюсер - Нейтан Діксон – цифрове редагування, асистент - Ендрю Екліз – фотографії - Майк «Frog» Гріффіт – координатор виробництва - Ес. Вейд Хант – артдиректор - Фарон Касдорф – асистент - Кріс МакДональд – аранжувальник, композитор - Астрід Хербольд Мей – дизайнер - Джей. Ер. Родрігес – інженерія, цифрове редагування - Меллісса Шлейхер – макіяж, перукар-стиліст - Тод Тідвел – асистент - Тріш Таунсенд – стиліст - Хенк Вільямс – мастеринг - Кірстен Вайнс – асистент виробництва |

Оркестр Nashville String Machine
- скрипка – Дейв Енгелль, Керрі Бейлі, Деніз Бейкер, Зенеба Боверс, Беверлі Друккер, Конні Еллісор, Карл Городетскі, Геральд Грір, Ерін Хол, Кейт Маєр, Памела Сиксфін, Бетті Смол, Алан Умстед, Кетрін Умстед, Карен Вінкельман
- альт – Моніса Енгелль, Брюс Крістенсен, Джим Гросджін, Ентоні ЛаМарчіна, Кіт Ніколас, Гарі Ван Осдейл, Керол Рабоновіч-Ноєн, Сарі Райст, Джун Таннер, Кріс Вілкінсон
- віолончель – Джон Катчінгс

## Історія релізів
| Регіон          | Дата              |
| --------------- | ----------------- |
| Норвегія        | 22 жовтня 2007    |
| США             | 23 жовтня 2007    |
| Канада          | 23 жовтня 2007    |
| Філіппіни       | 23 жовтня 2007    |
| Південна Корея  | 23 жовтня 2007    |
| Гонконг         | 29 жовтня 2007    |
| Австралія       | 3 листопада 2007  |
| Нова Зеландія   | 3 листопада 2007  |
| Південна Африка | 5 листопада 2007  |
| Швеція          | 5 листопада 2007  |
| Німеччина       | 9 листопада 2007  |
| Австрія         | 23 листопада 2007 |
| Швейцарія       | 30 листопада 2007 |
| Таїланд         | 28 січня 2008     |
| Велика Британія | 7 липня 2008      |
| Бразилія        | 13 липня 2008     |